# Guildford Castle
Guildford Castle er en middelalderborg i Guildford i Surrey i England. Den menes at være opført kort efter den normanniske erobring af England i 1066 af Vilhelm Erobreren, men da den ikke er nævnt i Domesday Book, er det sandsynligvis sket efter 1086.
Fæstningens centrale tårn er omkring 14x14 m, og murene er 3 m tykke ved jordoverfladen.
Området omkring slottet er et populært udflugtsmål og berømt for sine store farverige blomsterbede.
Den gamle portbygning huser en del af Guildford Museum med fokus på historie og arkæologi og har en stor særudstilling om håndarbejde.